# Maksymilian Umiński
Maksymilian Umiński (zm. 24 kwietnia 1794 w Warszawie) – starościc bielski, porucznik artylerii.
Wyróżnił się w bitwie pod Dubienką w czasie wojny polsko-rosyjskiej w 1792. Po wojnie podał się do dymisji. Należał do sprzysiężenia przygotowującego wybuch insurekcji kościuszkowskiej. W czasie insurekcji warszawskiej przewodził w walce na Lesznie.